# Goitom Kifle
Goitom Kifle, född 3 december 1993, är en eritreansk långdistanslöpare.
Kifle tävlade för Eritrea vid olympiska sommarspelen 2016 i Rio de Janeiro, där han slutade på 24:e plats på 10 000 meter. Vid olympiska sommarspelen 2020 i Tokyo slutade Kifle på 14:e plats i maraton.